# 明石盛行
明石 盛行（あかし もりゆき）は、鎌倉時代後期の御家人。
永仁3年（1295年）、三番引付の奉行人に補充。正和元年（1312年）には奉行人の職にあることが確認される。同年末、安富長嗣、斎藤重行と共に、神領興行法の実施のため、九州へと派遣された。
建長年間には同姓の明石兼綱が引付奉行を担当していることから、明石一族は世襲で奉行職を継承したと考えられている。